# Deutsche Meisterschaften im Sommerbiathlon 2009
Die 11. Deutschen Meisterschaften im Sommerbiathlon 2009 wurden vom 4. bis 6. September in Zinnwald ausgetragen. Die Wettbewerbe im Crosslauf wurden sowohl bei den Männern wie auch bei den Frauen in den Teildisziplinen Kleinkalibergewehr und Luftgewehr im Sprint, im Massenstart und einem Staffelwettbewerb ausgetragen. Die Staffeln wurden nach Bundesländern oder Regionen zusammengestellt, vereinzelt waren auch Vereinsstaffeln am Start. Erfolgreichste Starterin war Judith Wagner, die drei Titel gewann. Monika Liedtke gewann mit vier Medaillen die meisten.
Hinter Wagner belegte die wegen fehlender Qualifikationsrennen außer Konkurrenz startende Nachwuchsathletin Nina Stöcker die zweiten Plätze, die jedoch nicht in die Wertung eingingen.

## Ergebnisse Frauenwettbewerbe
| Kleinkaliber            | Kleinkaliber      | Kleinkaliber                                        | Kleinkaliber                                  | Kleinkaliber                                                 |
| ----------------------- | ----------------- | --------------------------------------------------- | --------------------------------------------- | ------------------------------------------------------------ |
| Datum                   | Disziplin         | Erster Platz                                        | Zweiter Platz                                 | Dritter Platz                                                |
| 4. September 2009 (Fr.) | Sprint, 3 km      | Judith Wagner                                       | Nicole Kneller                                | Monika Liedtke                                               |
| 5. September 2009 (Sa.) | Massenstart, 5 km | Judith Wagner                                       | Lena Schäfer                                  | Kirsten Mühlenkamp                                           |
| 6. September 2009 (So.) | 3 × 3 km          | Württemberg I Anna Wahls Lena Schäfer Judith Wagner | Berlin Sonja Deiß Maike Stumpf Monika Liedtke | Württemberg II Feline Wilkens Ann-Tina Weippert Julia Baiker |

| Luftgewehr              | Luftgewehr        | Luftgewehr                                               | Luftgewehr                                      | Luftgewehr                                          |
| ----------------------- | ----------------- | -------------------------------------------------------- | ----------------------------------------------- | --------------------------------------------------- |
| Datum                   | Disziplin         | Erster Platz                                             | Zweiter Platz                                   | Dritter Platz                                       |
| 4. September 2009 (Fr.) | Sprint, 3 km      | Anita Cruchten                                           | Nicole Kneller                                  | Sonja Deiß                                          |
| 5. September 2009 (Sa.) | Massenstart, 5 km | Monika Liedtke                                           | Andrea Ziegler                                  | Barbara Pointner                                    |
| 6. September 2009 (So.) | 3 × 3 km          | Bayern I Anita Cruchten Barbara Pointner Anna Rosenhuber | Berlin I Sonja Deiß Maike Stumpf Monika Liedtke | Württemberg Judith Wagner Nazli Ekici Elena Burkard |

## Ergebnisse Männerwettbewerbe
| Kleinkaliber            | Kleinkaliber      | Kleinkaliber                                                | Kleinkaliber                                            | Kleinkaliber                                               |
| ----------------------- | ----------------- | ----------------------------------------------------------- | ------------------------------------------------------- | ---------------------------------------------------------- |
| Datum                   | Disziplin         | Erster Platz                                                | Zweiter Platz                                           | Dritter Platz                                              |
| 4. September 2009 (Fr.) | Sprint, 4 km      | Wolfgang Kinzner                                            | Tobias Giering                                          | Robert Janikulla                                           |
| 5. September 2009 (Sa.) | Massenstart, 6 km | Wolfgang Kinzner                                            | Robert Janikulla                                        | Christian Moser                                            |
| 6. September 2009 (So.) | 3 × 4 km          | Thüringen I Paul Böttner Matthias Albrecht Robert Janikulla | Bayern I Frank Röttgen Christian Moser Wolfgang Kinzner | Württemberg I Michael Herr Alexander Görzen Tobias Giering |

| Luftgewehr              | Luftgewehr        | Luftgewehr                                                        | Luftgewehr                                                              | Luftgewehr                                       |
| ----------------------- | ----------------- | ----------------------------------------------------------------- | ----------------------------------------------------------------------- | ------------------------------------------------ |
| Datum                   | Disziplin         | Erster Platz                                                      | Zweiter Platz                                                           | Dritter Platz                                    |
| 4. September 2009 (Fr.) | Sprint, 4 km      | Markus Giering                                                    | Markus Lichte                                                           | Henning Müller                                   |
| 5. September 2009 (Sa.) | Massenstart, 6 km | Markus Giering                                                    | Franz Staudhammer                                                       | Norbert Utz                                      |
| 6. September 2009 (So.) | 3 × 4 km          | Sachsen-Anhalt I Andreas Hoffmann Tobias Schröder Christoph Finze | SV Harpfing Bayern Thomas Deser Albert Hinterstoisser Franz Staudhammer | Bayern I Axel Reiner Christian Fink Thomas Bauer |

## Belege
1. ↑  Nina Stöcker auch im Zweikampf erfolgreich (Memento vom 24. September 2015 im Internet Archive) WAZ 9. September 2009